# Zanstra (cratère)
Zanstra est un cratère d'impact lunaire situé sur la face cachée de la Lune. Il doit son nom à l'astronome néerlandais Herman Zanstra (en). Il se trouve au sud-est des cratères Ibn Firnas et King (en), et au nord-ouest de Gregory. Il s'agit d'une formation basse et érodée, difficile à distinguer de son environnement. Le sol intérieur est plat et peu impacté.

## Cratères satellites
Par convention, ces caractéristiques sont identifiées sur les cartes lunaires en plaçant la lettre sur le côté du point médian du cratère le plus proche de Zanstra.
| Zanstra | Latitude | Longitude | Diamètre |
| ------- | -------- | --------- | -------- |
| A       | 4,5° N   | 125,2° E  | 36 km    |
| K       | 2,0° N   | 125,2° E  | 14 km    |
| M       | 1,1° N   | 125,0° E  | 23 km    |